# Бук-М1-2
Бук-М1-2 (Индекс ГРАУ – 9K37M1-2, според класификацията на НАТО SA-17 Grizzly („Гризли“)) е руски зенитно-ракетен комплекс, със среден радиус на действие. Разработен в периода 1994 – 1997 г. Разработчик е НИИ по приборостроене „В. В. Тихомиров“. Войскови ЗРК със средна далечина, който е предназначен за защита на войските и обекти на мястото на тяхната дислокация и в хода на настъпателни (отбранителни) действия от ударите на аеродинамични обекти (самолети, вертолети и крилати ракети).
Елементите на комплекса „Бук-М1-2“ са на базата на шасито ГM-569 производство на ОАО „Митишчински машиностроителен завод“.

## История
Разработката на „Бук-М1-2“ е завършена през 1997 г. Използват се два основни типа ракети – 9М38M1 или 9М317.
След коопериране на предприятия начело с „НИИП В. В. Тихомиров“ в периода 1994 – 1997 г. е проведена работа по създаването на ЗРК „Бук-M1-2“. За сметка на използването на новата ракета 9М317 и модернизация на другите средства от комплекса за първи път е осигурена възможността за поразяване на тактически БР от типа „Ланс“ и авиационни ракети, елементи на високоточното оръжие, надводни кораби на далечина до 25 км и наземни цели (самолети на аеродрумите, пускови установки, големи командни пунктове). Повишена е ефективността за поразяване на самолети, вертолети и крилати ракети. Границите на зоната на поразяване са увеличени до 45 км по далечина и до 25 км по височина. В новата ракета се предвижда използването на инерционно-коректируема система за управление с полуактивна радиолокационна ГСН с насочване по метода на пропорционалната навигация.
Приет е на въоръжение през 1998 г.
На базата на Бук-М1-2 е разработена ЗРК Бук-М2, разработката му завършва през 2008 г., първите стрелби са изпълнени през 2010 г. на полигона Капустин Яр.
През 2011 г. комплекса „Бук-М2“ е приет на въоръжение в 297 зрбр ПВО СВ (в Алкино, Башкирия)
Активно се води работа по създаването на нови комплекси за войскова ПВО, в т.ч. на перспективния ЗРК Бук-М3.

## Начин на насочване
На маршевия участък ракетата се насочва с помощта на коректируем по радиокоманди инерционен автопилот, във финалния участък – с помощта на полуактивно радиолокационно самонасочване.

## Характеристики
Радар с ФАР („Бук-М2“)
- Далечина на засичане на целите не по-малко от 100 км[5] с цифрова обработка на сигнала.[6]

Източник
- Едновременно засичане на 24 цели;
- Обстрел на 6 цели с базова значимост, от 1997-а 10 – 12, с предел за модернизация 22.[6][8][9]
- Време за реакция: 15 с.

Основни характеристики на ракетата 9М317:
- За първи път е осигурена възможността за прехващане на ракети от типа „Ланс“;[6]
- Маса: 715 кг;
- Дължина: 5,55 м;
- Калибър: 0,4 м;
- Размах на крилата: 0,86 м;
- Максимална скорост на поразяваните цели: 1200 м/с;
- Максимално претоварване на ЗУР: 24 g;
- Маса на бойната част: 50 – 70 кг;
- Вероятност за поразяване указана при стрелба според принципа: една ракета – една цел:
- Максимална далечина на поразяване на самолети от типа F-15: 42 км[7]
  - Вероятност за поразяване на неманевриращ самолет: 0,7 – 0,9;
  - Вероятност за поразяване на маневриращ самолет (7 – 8 g): 0,5 – 0,7;
- Максимална далечина на поразяване на БР от типа „Ланс“ (на височини 2 – 16 км): 20 км;[2]
  - Вероятност за поразяване на ОТР 0,5 – 0,7;
  - Максимална скорост на поражение на приближаваща ракета тип „Ланс“: 1200 м/с;
  - Максимална скорост на поражение на разделяща се ракета тип „Ланс“: 300 м/с;
- Максимална далечина на поражение на ракета AGM-86 ALCM:
  - на височина 30 м – 20 км;
  - на височина 6000 м − 26 км;
  - Вероятност за поразяване на КР: 0,6 – 0,8;
- Максимална далечина на поразяване на противорадиолокационни ракети от типа „HARM“ – 20 км;
  - * Вероятност за поразяване на ПРР 0,6 – 0,8;
- Максимална далечина на поразяване на вертолети от типа „Хю Кобра“: 42 км (при скорост на целта над 50 м/с);
- Максимална далечина на поразяване на зависнали вертолети: 10 – 12 км.

## Състав на комплекса „Бук-М1-2“
- 1 × Команден пункт 9С470М1-2;
- 6 × Самоходна огнева установка 9А310М1-2;
- 3 × Пускозареждаща установка 9А39М1;
- 1 × Станция за откриване на целите 9С18М1;
- машина за техническо обслужване (МТО) 9В881М1-2 с прицеп ЗИП 9Т456;
- работилница за техническо обслужване (РТО) АГЗ-М1;
- машина за ремонт и техническо обслужване (МРТО):
  - МРТО-1 9В883М1;
  - МРТО-2 9В884М1;
  - МРТО-3 9В894М1;
- транспортна машина 9Т243 с комплект технологическо оборудване (КТО) 9Т3184;
- автоматизирана контролно-изпитателна подвижна станция (АКИПС) 9В95М1;
- машина (работилница) за ремонт на ракети 9Т458;
- унифицирана компресорна станция УКС-400В;
- подвижна електростанция ПЕС-100-Т/400-АКР1;

Като бойна единица комплекса представлява отделен зенитно-ракетен дивизион, състоящ се от батареи за управление – КП, станции за засичане на целите и 3 огневи батареи (2 СОУ и 1 ПЗУ). Допълнително на СОУ 9А310М1-2 може да бъдат придадени средства от ЗРК „Куб“, т.е. СПУ 2П25 и СУРН 1С91 със СПУ 2П25.

## Изображения
Пусково-зареждаща установка 9А39 на комплекса Бук-М1-2 на международния форум „Технологии в машиностроенето“: